# Rosalia Montmasson
Rose Montmasson, detta Rosalia (Saint-Jorioz, 12 gennaio 1823 – Roma, 10 novembre 1904), è stata una patriota italiana.
Nativa della Savoia, allora parte del Regno di Sardegna, fu moglie di Francesco Crispi ed è celebre quale unica partecipante femminile alla spedizione dei Mille, anche se in territorio siciliano i garibaldini ebbero tra le proprie file anche altre donne, come la veneta Antonia Masanello, la romana "Marzia" (mai pienamente identificata), la palermitana Lia, compagna di Narciso Cozzo, e l'anglo-italiana Jessie White-Mario, secondo quanto ricordato dallo stesso Garibaldi nel suo racconto "I Mille".

## Biografia
Nata da famiglia di umili origini, Rose conobbe il futuro marito nel 1849, durante l'esilio piemontese, quando lei svolgeva le mansioni di lavandaia e stiratrice, mentre Crispi era un giovane rivoluzionario, rifugiatosi in Piemonte dopo il fallimento della rivoluzione indipendentista siciliana del 1848. Quando i due si incontrarono, lui era vedovo, avendo sposata in prime nozze Rosina D'Angelo, con la quale aveva avuto una figlia e un figlio. Precocemente sia la moglie che i figli morirono. Dalla seguente relazione amorosa con Felicita Vella, ebbe il figlio Tommaso. In seguito al soffocamento della cospirazione mazziniana a Milano, nel 1853, Crispi fu costretto a lasciare il Piemonte e riparare a Malta. Rose lo seguì e il 27 dicembre 1854 i due si sposarono con rito religioso, nell'isola mediterranea, per poi trasferirsi a Parigi, dove vissero fino al 1858, quando furono espulsi dalla Francia, sospettati di complicità con Felice Orsini, e forzati a raggiungere Giuseppe Mazzini a Londra.
La coppia tornò in Italia nel 1859, durante la seconda guerra d'indipendenza, subito prendendo contatto con le compagnie garibaldine che preparavano lo sbarco in Sicilia e collaborandovi attivamente.
Nel marzo 1860 Rose s'incaricò di raggiungere Messina a bordo di un vapore postale, affinché i patrioti siciliani rendessero possibile lo sbarco di Rosolino Pilo e Giovanni Corrao. Proseguì per Malta per avvertire i rifugiati italiani dell'imminente spedizione e, sempre con il vapore postale, tornò a Genova, in tempo per unirsi ai Mille, dei quali fu l'unica partecipante femminile. La leggenda vuole che si travestisse da militare per imbarcarsi sul Piemonte, contravvenendo all'ordine del marito di restare a Quarto.
Durante la spedizione dei Mille, si occupò prevalentemente della cura dei feriti, già dalla battaglia di Calatafimi operò tra i combattenti per portare in salvo i colpiti e, nell'occasione, imbracciò il fucile. Prestò il suo servizio nelle ambulanze di Vita, Salemi e Alcamo, dove i siciliani la ribattezzarono Rosalia, nome che contrassegnò tutta la sua esistenza, tanto da essere trasposto come vero anche sulla sua lapide.
Dopo la nomina a deputato del marito, seguirono alcuni anni di vita relativamente tranquilla, terminata qualche tempo dopo il trasferimento della coppia a Roma, quando venne ripudiata da Crispi, il quale denunciò l'irregolarità del matrimonio contratto a Malta. Il motivo di litigio tra i due, probabilmente, fu il voltafaccia di Crispi che abbandonò i repubblicani per schierarsi con i monarchici; una scelta che nella visione di Rosalia dovette apparire come un tradimento dei compagni di tante avventure e degli ideali per i quali avevano combattuto.
Il 26 gennaio 1878 Crispi prese in moglie Lina Barbagallo, giovane leccese di nobile ceppo borbonico, dalla quale aveva avuto una figlia cinque anni prima. Il matrimonio provocò un grande scandalo che coinvolse anche la regina Margherita di Savoia, la quale si rifiutò pubblicamente di stringere la mano al ministro Crispi, dopo aver presa visione della copia fotografica dell'atto di matrimonio celebrato a Malta. Lo scandalo portò a un processo per bigamia nel quale Crispi venne assolto, avendo i giudici accertata l'irregolarità formale del matrimonio maltese, dovuta al fatto che il prete celebrante fosse in quel momento sospeso a divinis (sospensione successivamente dimostratasi inesistente), per la sua attività patriottica.

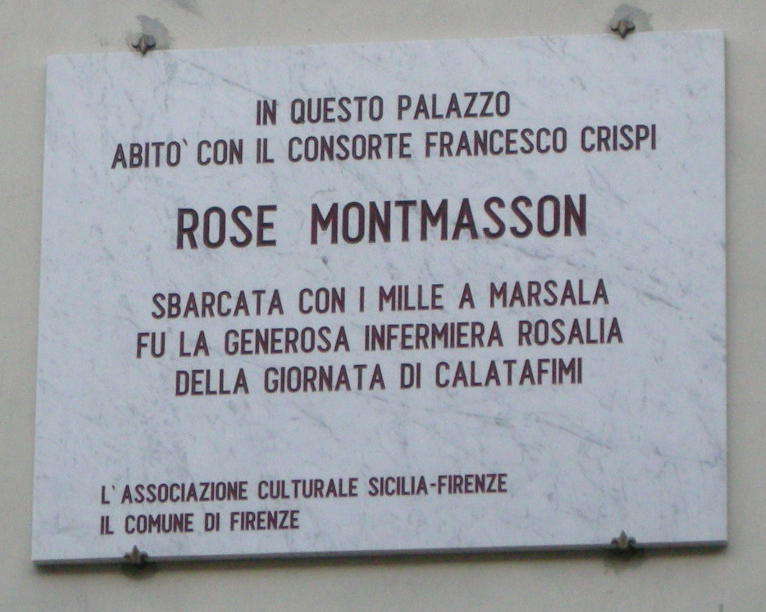
Targa a Rose Montmasson a Firenze (via della Scala)

Rosalia rimase a Roma, sopravvivendo con la pensione assegnata ai Mille; morì in povertà, tanto che la sua salma venne tumulata in un semplice loculo, concesso gratuitamente dal comune nel cimitero del Verano, ove ancora riposa.

## Riconoscimenti
Rosalia Montmasson è la protagonista del volume La ragazza di Marsiglia della scrittrice siciliana Maria Attanasio.
Il comune di Marsala, città dello storico sbarco dei Mille dell'11 maggio 1860, il 10 maggio 2022 ha intitolato una strada del centro storico a Rosalie Montmasson.